# QDR (Aéronautique)
| Sigles de 2 caractères   |
| ► Sigles de 3 caractères |
| Sigles de 4 caractères   |
| Sigles de 5 caractères   |
| Sigles de 6 caractères   |
| Sigles de 7 caractères   |
| Sigles de 8 caractères   |

Le QDR est le relèvement magnétique de l'aéronef par une station. Il est tiré du code Q.
Une balise radioélectrique permet de définir 360 radials de 0° à 360° de un en un degré.
On remarque que le radial pointé vers le nord est le 0 ou 360, vers l'est le 090, vers le sud le 180, et vers l'ouest le 270.
Chaque radial est une demi-droite et qu'il ne faut pas confondre, par exemple le radial 200 avec le radial 020
Note : Dans le cas ou la variation est identique entre l'aéronef et la station (i.e. Le Nord magnétique est le même)  QDR = QDM ± 180° 
Exemple : un aéronef situé à l'ouest d'une station est sur le QDM 090° et sur le QDR 270°.